# Xã Recovery, Quận Mercer, Ohio
Xã Recovery (tiếng Anh: Recovery Township) là một xã thuộc quận Mercer, tiểu bang Ohio, Hoa Kỳ. Năm 2010, dân số của xã này là 1.621 người.